# 項驤

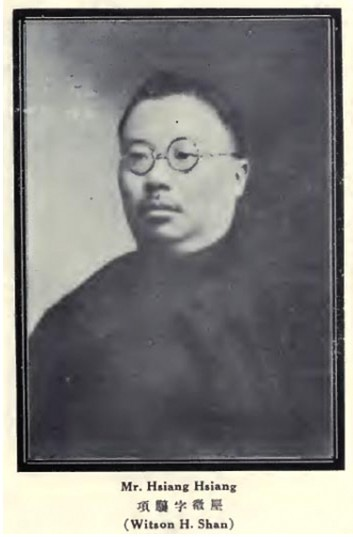

項驤（1880年—1944年），字渭臣，號微塵，浙江瑞安人。中华民国初年官员。

## 生平
幼年受業於國學大師張經甫，瑞安方言館創設時，為首批學生，兼習外國史]及英文，後先後進入南洋公學進修。
1903年冬，震旦學院(復旦大學前身)主辦馬相伯邀項驤來院主持校政。嗣後又約于右任來震旦學院， 1905年，他赴美國哥倫比亞大學經濟系深造，四年後獲政治經濟學碩士歸國，參加清廷留學生廷試，得中進士。次年殿試獲甲等第一名，授翰林院編修，時稱“洋狀元”。
民国初年任财政部参事兼中国银行监督，历升盐务署参议，财政部次长、盐务署署长、盐务稽核所总办等职。民國11年12月至12年1月，12年10月至13年11月，項驤兩度擔任財政部次長。